# Lacmellea macrantha
Lacmellea macrantha är en oleanderväxtart som beskrevs av J.F.Morales. Lacmellea macrantha ingår i släktet Lacmellea och familjen oleanderväxter. Inga underarter finns listade i Catalogue of Life.